# Jerzy Engel
Władysław Jerzy Engel (ur. 6 października 1952 we Włocławku) – polski piłkarz, trener i działacz piłkarski.
W 2000 jako trener zdobył mistrzostwo Polski z Polonią Warszawa. W latach 2000–2002 pełnił funkcję selekcjonera reprezentacji Polski w piłce nożnej, którą poprowadził na Mistrzostwach Świata 2002. W 2000 i 2001 był wybierany trenerem roku w plebiscycie tygodnika Piłka Nożna.

## Kariera piłkarska
Był zawodnikiem Junaka Włocławek, Kujawiaka Włocławek, a w czasie studiów w warszawskiej Akademii Wychowania Fizycznego grał w AZS-AWF Warszawa i Polonii Warszawa. Karierę sportową zakończył w 1974 roku.

## Kariera szkoleniowa
Absolwent Akademii Wychowania Fizycznego w Warszawie. 
Pracę szkoleniową zaczynał w występujących w niższych ligach klubach warszawskich – drużynie rezerw Polonii (liga okręgowa) oraz Hutniku (III liga). Ponadto pracował w KS Błonianka Błonie (III liga), drugoligowej Polonii Warszawa i Polonii Bydgoszcz (III liga).
W maju 1981 roku objął po Bernardzie Blaucie Bank Informacji reprezentacji Polski. Siedem miesięcy później wrócił do Hutnika Warszawa, z którym w 1983 roku – po raz pierwszy w historii klubu – awansował do drugiej ligi.
Od 1984 roku przez rok był asystentem Jerzego Kopy w Legii Warszawa, a w czerwcu 1985 roku w wieku 33 lat został pierwszym trenerem klubu z ulicy Łazienkowskiej. Zdobył z nim wicemistrzostwo kraju w sezonie 1985–86; kilka miesięcy później Legia była bliska wyeliminowania Interu Mediolan w drugiej rundzie rozgrywek o Puchar UEFA (3:2 na wyjeździe, 0:1). Engel podał się do dymisji po czterech pierwszych kolejkach sezonu 1987–1988 po tym, jak warszawiacy zanotowali trzy porażki.
Od 1988 do 1995 roku pracował w klubach cypryjskich.
W drugiej połowie lat 90. pracował głównie jako dyrektor sportowy. W sezonie 1995–96 w takim charakterze pracował w Legii, która grała wówczas w Lidze Mistrzów, a później przez trzy lata – w Polonii. W zespole Czarnych Koszul pracował razem z Dariuszem Wdowczykiem. Ich wspólnym sukcesem było zdobycie w 2000 roku mistrzostwa Polski, Pucharu Ligi i Superpucharu Polski.
W październiku 1999 z funkcji selekcjonera reprezentacji Polski zwolniony został Janusz Wójcik. Na jego następcę dziennikarze typowali jednego z dwóch trenerów – Franciszka Smudę lub Henryka Kasperczaka. Temu pierwszemu nie udało się jednak zerwać umowy z Legią Warszawa, a Kasperczak nie miał kontaktu z polską piłką, bowiem od wielu lat pracował za granicą. Ostatecznie wybór padł na Engela, który przejął obowiązki trenera kadry 1 stycznia 2000 roku. Mimo słabego początku (sześć pierwszych meczów bez zwycięstwa, cztery bez strzelonej bramki), w eliminacjach do mistrzostw świata 2002 Polacy grali skutecznie, dzięki czemu wygrali grupę, wyprzedzając m.in. Ukrainę i Norwegię. Udział w mistrzostwach zapewnili sobie jako pierwsi w Europie, a najlepszym polskim zawodnikiem eliminacji był, urodzony w Nigerii Emmanuel Olisadebe. Engel był pierwszym po 1986 roku selekcjonerem, któremu udało się wywalczyć awans na mundial. Na koreańsko-japońskim turnieju reprezentacja rozegrała jedynie trzy mecze (0:2 z Koreą Południową, 0:4 z Portugalią, 3:1 ze Stanami Zjednoczonymi) i odpadła już po fazie grupowej. Po powrocie z mistrzostw, 24 czerwca 2002 Engel złożył dymisję, po czym zastąpił go dotychczasowy wiceprezes PZPN Zbigniew Boniek.
Po rocznej przerwie Engel powrócił do pracy dyrektora sportowego, najpierw w Legii, później w Polonii.
W 2002 za zasługi na rzecz rozwoju sportu został odznaczony Złotym Krzyżem Zasługi.

Od czerwca do października 2005 roku był szkoleniowcem Wisły Kraków, z którą był bliski wywalczenia pierwszego w historii awansu do Ligi Mistrzów (porażka w dwumeczu z Panathinaikosem Ateny; 3:1 w domu, 1:4 na wyjeździe po dogrywce). Został zdymisjonowany po przegranej z Vitorią Guimarães w rozgrywkach o Puchar UEFA. 
Od grudnia 2005 do maja 2006 roku pracował w APOEL-u Nikozja. Zdobył z nim Puchar Cypru.

## Sukcesy szkoleniowe
- awans do drugiej ligi w sezonie 1982/83 z Hutnikiem Warszawa
- wicemistrzostwo Polski 1986 z Legią Warszawa
- wicemistrzostwo Cypru 1990 z Apollonem Limassol
- mistrzostwo Polski 2000 z Polonią Warszawa (razem z Dariuszem Wdowczykiem, po rundzie jesiennej odszedł z klubu do reprezentacji)
- awans do mundialu 2002 i start w tym turnieju (runda grupowa) z reprezentacją Polski
- Puchar Cypru 2006 z APOEL FC Nikozja
- Trener roku 2000 i 2001 według tygodnika Piłka Nożna

## Odznaczenia
- Złoty Krzyż Zasługi (2002)[3]

## Kariera działacza
31 lipca 2006 został przez Prezydium Zarządu PZPN powołany na stanowisko pełnomocnika Prezydium Zarządu ds. Szkolenia. Był również członkiem Zarządu, Wydziału Szkolenia oraz Rady Trenerów PZPN i dyrektorem sportowym. 30 listopada 2012 roku został zwolniony z pełnionej funkcji przez nowego Prezesa PZPN Zbigniewa Bońka.
- 2006 – 2012  PZPN, pełnomocnik Prezydium Zarządu ds. Szkolenia

Od 2014 roku zaangażował się w projekt odbudowy Polonii Warszawa. Początkowo wszedł do nowo powstałej spółki, która po przejściu licencji od MKS Polonia Warszawa stała się właścicielem pierwszego zespołu. Od sezonu 2015/16 pełnił w klubie funkcję prezesa zarządu. Engel podczas swojej kadencji skupiał się na wprowadzeniu pięcioletniego planu powrotu klubu na szczyt. Klub poza awansami sportowymi miał dzięki dzierżawie działki, na której posadowiony był stadion uzyskać zgodę na budowę nowego obiektu. Funkcję prezesa przestał pełnić w czerwcu 2017 po spadku drużyny do III ligi.

## Media
W latach 1997–2000 pracował w Eurosporcie. Później przez wiele lat współpracował z TVP jako ekspert i analityk. Jest stałym gościem magazynu 4-4-2, który emitowany jest na antenie TVP Sport. W latach 2004–2005 był ekspertem stacji Polsat Sport i Polsat Sport Extra. Od 2021 na antenach sportowych Polsatu był komentatorem meczów eliminacyjnych do Mistrzostwa Świata w Piłce Nożnej, które odbyły się w 2022 roku w Katarze.